# Spetum
Das Spetum (auch Runke, Runka, Friauler Spieß, corseca, corsesque, franz.: chauve souris) war eine mittelalterliche Stangenwaffe.

## Geschichte
Das Spetum hat eine etwa zwei Meter lange Griffstange, an deren Spitze eine lange Spießklinge angebracht ist. In Höhe der Befestigungstülle (Dille) befinden sich zwei scharfe Hakenklingen (Ohren), die mehr oder weniger einen seitab- und rückwärts gebogenen Haken bilden.
Das Spetum war dazu gedacht, Feinde zu erstechen, sie umzureißen und heranzuziehen. Wahrscheinlich dienten die seitlichen Klingen auch zur Abwehr von Angriffen.
Die ältesten Speten stammen aus der Schweiz, Mitte des 15. Jahrhunderts. Zur Verwendung kamen sie in etwa bis zum Anfang des 16. Jahrhunderts.